# Tollas Júlia
Tollas Júlia, A. (Csombord, 1911. szeptember 5. – Kolozsvár, 1991. december 25.) erdélyi magyar grafikus és festő. András László festőművész (1910–1981) felesége.

## Életútja, munkássága
Középiskoláit Nagyenyeden, a Szépművészeti Főiskolát Bukarestben végezte. Az 1940-es években a kolozsvári Református Leánygimnázium, az 1950-es években a Művészeti Középiskola rajztanára volt.
Első munkái a Dolgozó Nő és a Napsugár hasábjain jelentek meg. Rendszeresen illusztrálta az Ifjúsági Könyvkiadónál, majd a Ion Creangă Könyvkiadónál megjelent gyermekkönyveket, többet közülük (magyar, román és német nyelvű változatban) társszerzőként.

## Illusztrált kötetei
- Rend, oh jöjj segítségül (Bukarest, 1956);
- Hány óra? (Veress Zoltán verseivel, Bukarest, 1957; ua. román és német nyelven; újrakiadás, Bukarest 1965);
- Kikindai mese (a verseket Veress Zoltán írta, Bukarest, 1957; ua. román, orosz és német nyelven);
- Tarka-barka (Bukarest, 1958);
- Kicsi Jóska (a verseket Jancsik Pál írta, Bukarest, 1960; románul Ion Brad fordításában, Bukarest, 1960);
- Kemény János: Kicsiknek (Bukarest, 1961);
- Melyik vagy te? (Bukarest, 1970).